# Здание изобразительных искусств
Здание изобразительных искусств (англ. Fine Arts Building), также известное как Студебеккер-билдинг (англ. Studebaker Building), расположенное напротив Грант-парка в Чикаго в историческом районе Мичиган-бульвар. Оно было построено для компании Studebaker в 1884—1885 годах Солоном Беманом, а в 1898 году подверглось значительной перестройке, когда Беман убрал восьмой (тогдашний верхний) этаж здания и надстроил три новых этажа, увеличив высоту здания до нынешней. Компания Studebaker построила здание для продажи и обслуживания автомобилей с производством на верхних этажах. Две гранитные колонны у главного входа, диаметром 3 фута 8 дюймов (1,12 м) и высотой 12 футов 10 дюймов (3,91 м), были признаны самыми большими полированными монолитными валами в стране. В интерьере здания использованы мотивы модерна и фрески таких художников, как Марта Сьюзен Бейкер, Фредерик Клей Бартлетт, Оливер Деннетт Гровер, Франк Ксавьер Лейендеккер и Берта София Менцлер-Пейтон, выполненные после реконструкции 1898 года. В начале 20-го века в здании изобразительных искусств были открыты магазины Kalo Shop и Wilro Shop, принадлежащие женщинам и специализирующиеся на изделиях в стиле «искусство и ремесло».
В настоящее время, в соответствии со своим названием, здесь расположены лофты художников, художественные галереи, театральные, танцевальные и звукозаписывающие студии, фирмы по дизайну интерьеров и веб-сайтов, производители музыкальных инструментов и другие предприятия, связанные с искусством. Здесь также находятся офисы Дочерей американской революции, Института джаза Чикаго, Консерванции Грант-парка, Всемирной федералистской ассоциации и Чикагского молодежного симфонического оркестра. 11 августа 1975 года здание было включено в Национальный реестр исторических мест, а 7 июня 1978 года в список памятников архитектуры Чикаго.

## Театр «Студебеккер»
В здании изобразительных искусств находится театр «Студебеккер», также известный как Студебеккер-холл, построенный в 1898 году. В 1917 году театр подвергся первой серьезной реконструкции под руководством архитектора Эндрю Ребори. Сегодня театр выглядит так же, как и после реконструкции 1917 года, однако оригинальный потолок 1898 года сохранился.
Театр был местом проведения сольного концерта Дэвида Биспема в 1901 году, на котором исполнялись исключительно песни Кэрри Джейкобс-Бонд. Пол Уайтмен и его оркестр дали здесь первое публичное исполнение сюиты «Гранд-Каньон» 22 ноября 1931 года. Здесь также проходили одни из самых первых телевизионных шоу в прямом эфире, включая «Кавалькаду звезд» телекомпании DuMont Television Network, которую вел комик Джек Картер.
В 1970-х годах театр был перестроен в многозальный кинотеатр. В 2015 году были начаты ремонтные работы для возвращения театра к живому искусству, и в 2016 году рассчитанный на 740 мест театр, был снова открыт. В 2021 году началась более масштабная многомиллионная реконструкция, в ходе которой была обновлена большая часть технического оснащения театра. Театр вновь открылся весной 2022 года с новым мюзиклом «Коньки».
Театр «Студебеккер» также является домом для программы NPR «Подожди-подожди… Не говори мне!».

## Малый театр Чикаго
С 1912 по 1917 год в здании изобразительных искусств располагался Малый театр Чикаго, художественный театр, которому приписывают начало движения малых театров в Соединенных Штатах. Не имея возможности оплачивать аренду зала на 500 мест, сопродюсеры Морис Браун и Эллен Ван Волькенбург арендовали большое складское помещение на четвертом этаже здания и переоборудовали его под театр на 91 место.